# Inno nazionale del Kuwait
L'inno nazionale del Kuwait (in lingua araba النشيد الوطني, an-našid al-waṭanī; «Inno nazionale») è stato scritto da Ahmad Meshari Al-Adwani, mentre la musica è stata composta da Ibrahim Al-Soula. Il brano è stato adottato come inno nel 1978.

## Testo
Arabo
وعلى جبينك طالع السعد
وطني الكويت وطني الكويت
وطني الكويت سلمت للمجد
يا مهد آباءالأولو كتبوا
سفرالخلود فنادت الشهب
الله أكبر إنهم عرب
طلعت كواكب جنة الخلد
بوركت يا وطني الكويت لنا
سكنا وعشت على المدى وطنا
يفديك حر في حماك بنى
صرح الحياة بأكرم الأيدي
نحميك يا وطني وشاهدنا
شرع الهدى والحق رائدنا
وأميرنا للعز قائدنا
رب الحمية صادق الوعد
Traslitterazione
Watani ´l-Kuwait salemta Li ´l-majdi
Wa `ala jabeeneka tali`u ´s-sa`di
Watani ´l-Kuwait watani ´l-Kuwait
Watani ´l-Kuwait salemta Li ´l-majdi
Yaa mahda aaba'ii ´l-`ula katabu
Sifra ´l-khuluudi fa-naadati ´sh-shuhubu
Allahu akbaru innahum arabu
Tala`at Kawaakibu jannato ´l-khuldi
Buurikta Ya Watani ´l-Kuwaita lana
Sakanan Wa ishta Alal Mada Watana
Yafdeeka Hurrun Fi Himaka Bana
Sarhol Hayati Be Akramil Aydi
Nahmeeka Ya Watani Wa Shahiduna
Sharoul Hoda Wal Haqqi Ra`iduna
Wa Amiruna Lil izzi Qa`iduna
Rabbul Hamiyati Sadqu ´l-Wa`adi